# Ryan Lewis

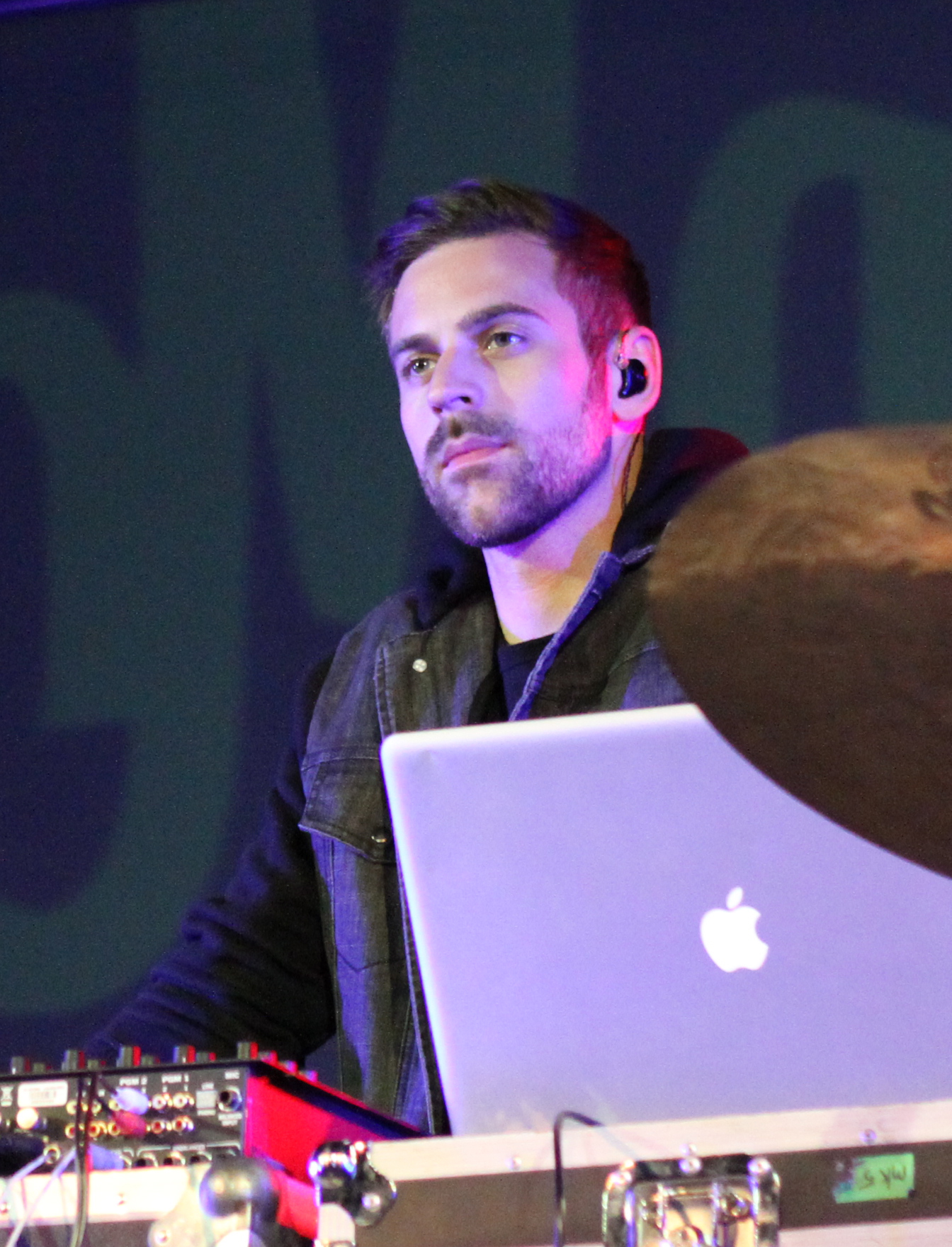
Ryan Lewis tijdens een optreden met Macklemore in februari 2013.

Ryan Lewis (Spokane, 25 maart 1988) is een Amerikaans muziekproducent, muzikant, videoclipregisseur, fotograaf, ontwerper en dj. Hij is werkzaam in Seattle.

## Biografie
Ryan Lewis is al sinds jongs af aan bezig met muziek en bracht in 2008 een ep uit, Instrumentals. In datzelfde jaar begon hij nauw samen te werken met rapper Macklemore, met wie hij vanaf eind 2009 officieel een duo vormde. Lewis hield zich binnen deze samenwerking bezig met de muziekproductie en het mixen, regisseerde de videoclips, ontwierp de hoezen en het promotioneel materieel en dj'de de live-optredens.
Na een eerste ep (The VS., 2009) brachten de twee in 2012 het album The Heist uit, dat meteen een groot succes werd in de Verenigde Staten. De van dit album afkomstige single Thrift shop zorgde voor een grote internationale doorbraak en werd een nummer 1-hit in onder meer Nederland, België, het Verenigd Koninkrijk, Canada, Frankrijk, Brazilië en Australië. In de Verenigde Staten zelf stond de single zes weken op nummer 1 en werd het de grootste hit van 2013. Na het succes van Thrift shop groeiden de al eerder uitgebrachte singles Can't hold us en Same love ook uit tot wereldwijde hits. Van het album The Heist werden ruim drie miljoen exemplaren verkocht. Bij de 56e Grammy Awards in januari 2014 werden Lewis en Macklemore bekroond met vier prijzen: 'beste rap song' en 'beste rap performance' voor Thrift shop, 'beste rap album' voor The Heist en ook werden ze uitgeroepen tot de beste nieuwe artiest.
In 2015 werd de single Downtown uitgebracht, waarmee in verschillende landen opnieuw de top 10 werd bereikt. De videoclip bij dit nummer won een MTV Europe Music Award voor 'beste video'. De single was de voorloper op het tweede album van Lewis en Macklemore, getiteld This unruly mess I've made. Dit album verscheen in februari 2016.
De samenwerking tussen Lewis en Macklemore werd in juni 2017 voorlopig gestaakt, waarna Lewis zich op andere projecten en samenwerkingen ging concentreren.

## Discografie

### Albums
| Album met eventuele hitnotering(en) in de Nederlandse Album Top 100 | Datum van verschijnen | Datum van binnenkomst | Hoogste positie | Aantal weken | Opmerkingen    |
| ------------------------------------------------------------------- | --------------------- | --------------------- | --------------- | ------------ | -------------- |
| The Heist                                                           | 07-12-2012            | 09-02-2013            | 18              | 37           | met Macklemore |
| This Unruly Mess I've Made                                          | 26-02-2016            | 05-03-2016            | 15              | 9            | met Macklemore |

| Album met hitnotering(en) in de Vlaamse Ultratop 200 albums | Datum van verschijnen | Datum van binnenkomst | Hoogste positie | Aantal weken | Opmerkingen    |
| ----------------------------------------------------------- | --------------------- | --------------------- | --------------- | ------------ | -------------- |
| The Heist                                                   | 2012                  | 20-10-2012            | 11              | 89           | met Macklemore |
| This Unruly Mess I've Made                                  | 2016                  | 05-03-2016            | 9               | 24           | met Macklemore |

### Singles
| Single met eventuele hitnotering(en) in de Nederlandse Top 40 | Datum van verschijnen | Datum van binnenkomst | Hoogste positie | Aantal weken | Opmerkingen                                                                                         |
| ------------------------------------------------------------- | --------------------- | --------------------- | --------------- | ------------ | --------------------------------------------------------------------------------------------------- |
| Thrift Shop                                                   | 28-08-2012            | 09-02-2013            | 1(1wk)          | 27           | met Macklemore & Wanz / Nr. 1 in de Single Top 100 / Alarmschijf                                    |
| Can't Hold Us                                                 | 16-08-2011            | 06-04-2013            | 4               | 28           | met Macklemore & Ray Dalton / Nr. 5 in de Single Top 100 / Alarmschijf                              |
| Same Love                                                     | 2012                  | 20-07-2013            | 13              | 13           | met Macklemore & Mary Lambert / Nr. 18 in de Single Top 100                                         |
| White Walls                                                   | 2013                  | 28-09-2013            | tip2            | -            | met Macklemore, Hollis & Schoolboy Q                                                                |
| Growing Up (Sloane's Song)                                    | 2015                  | 15-08-2015            | tip16           | -            | met Macklemore & Ed Sheeran                                                                         |
| Downtown                                                      | 2015                  | 19-09-2015            | 35              | 2            | met Macklemore, Eric Nally, Melle Mel, Kool Moe Dee & Grandmaster Caz / Nr. 54 in de Single Top 100 |

| Single met hitnotering(en) in de Vlaamse Ultratop 50 | Datum van verschijnen | Datum van binnenkomst | Hoogste positie | Aantal weken | Opmerkingen                                                           |
| ---------------------------------------------------- | --------------------- | --------------------- | --------------- | ------------ | --------------------------------------------------------------------- |
| Thrift Shop                                          | 2012                  | 26-01-2013            | 1(7wk)          | 29           | met Macklemore & Wanz                                                 |
| Can't Hold Us                                        | 2011                  | 13-04-2013            | 2               | 29           | met Macklemore & Ray Dalton                                           |
| Same Love                                            | 2012                  | 24-08-2013            | 11              | 14           | met Macklemore & Mary Lambert                                         |
| White Walls                                          | 2013                  | 28-12-2013            | tip2            | -            | met Macklemore, Hollis & Schoolboy Q                                  |
| Downtown                                             | 2015                  | 12-09-2015            | 6               | 21           | met Macklemore, Eric Nally, Melle Mel, Kool Moe Dee & Grandmaster Caz |
| Kevin                                                | 2016                  | 05-03-2016            | tip             | -            | met Macklemore & Leon Bridges                                         |
| Dance Off                                            | 2016                  | 12-03-2016            | tip13           | -            | met Macklemore, Anderson .Paak & Idris Elba                           |

### NPO Radio 2 Top 2000
| Nummers met noteringen in de NPO Radio 2 Top 2000 | '14  | '15  | '16  | '17  | '18  | '19  | '20  | '21  | '22  | '23  | '24  |
| ------------------------------------------------- | ---- | ---- | ---- | ---- | ---- | ---- | ---- | ---- | ---- | ---- | ---- |
| Can't Hold Us (met Macklemore & Ray Dalton)       | -    | 902  | 975  | 808  | 1129 | 1062 | 1059 | 1117 | 1215 | 1109 | 1198 |
| Same Love (met Macklemore & Mary Lambert)         | 1335 | 926  | 1340 | 1372 | 1683 | -    | -    | -    | -    | -    | -    |
| Thrift Shop (met Macklemore & Wanz)               | -    | 1482 | 1755 | 1866 | -    | -    | -    | -    | -    | -    | -    |

1. ↑  Een '-' betekent dat het nummer niet was genoteerd en een vetgedrukt getal geeft de hoogste notering van een nummer aan.
2. ↑  2014 was het eerste jaar met een notering voor Ryan Lewis.